# Jagdgeschwader 1 (Segunda Guerra Mundial)
A Jagdgeschwader 1 "Oesau" foi uma unidade aérea da Luftwaffe que atuou durante a Segunda Guerra Mundial, sendo uma das mais conhecidas deste conflito.

## Geschwaderkommodoren
| Comandante                     | Data                                          |
| ------------------------------ | --------------------------------------------- |
| Oberstleutnant Carl Schumacher | 30 de Novembro de 1939 - 5 de Janeiro de 1942 |
| Major Erich von Selle          | 6 de Janeiro de 1942 - 27 de Agosto de 1942   |
| Oberstleutnant Dr Erich Mix    | Agosto de 1942 - 31 de Março de 1943          |
| Oberstleutnant Hans Philipp    | 1 de Abril de 1943 - 8 de Outubro de 1943     |
| Major Hermann Graf             | Outubro de 1943 - 10 de Novembro de 1943      |
| Oberst Walter Oesau            | 12 de Novembro de 1943 - 11 de Maio de 1944   |
| Major Heinz Bär (acting)       | 12 de Maio de 1944 - 20 de Maio de 1944       |
| Oberst Herbert Ihlefeld        | 20 de Maio de 1944 - 8 de Maio de 1945        |

## Stab
Formado em 30 de Novembro de 1939 em Jever. Até 8 de Dezembro de 39 era também conhecido como Stab/JG Nordwest.

## I. Gruppe

### Gruppenkommandeure
| Comandante               | Data                                          |
| ------------------------ | --------------------------------------------- |
| Maj Bernhard Woldenga    | 1 de Maio de 1939 - 13 de Fevereiro de 1940   |
| Hptm Joachim Schlichting | 13 de Fevereiro de 1940 - 5 de Julho de 1940  |
| Maj Dr. Erich Mix        | 1 de Setembro de 1941 - Agosto de 1942        |
| Olt Paul Stolte          | Agosto de 1942 - Setembro de 1942             |
| Hptm Günther Beise       | Setembro de 1942 - 31 de Março de 1943        |
| Maj Fritz Losigkeit      | 1 de Abril de 1943 - Maio de 1943             |
| Hptm Rudolf-Emil Schnoor | 15 de Maio de 1943 - 16 de Abril de 1944      |
| Hptm Hans Ehlers         | 17 de Abril de 1944 - 27 de Dezembro de 1944  |
| Hptm Georg Hackbarth     | 28 de Dezembro de 1944 - 1 de Janeiro de 1945 |
| Maj Günther Capito       | 3 de Janeiro de 1945 - 14 de Janeiro de 1945  |
| Olt Emil Demuth          | 15 de Janeiro de 1945 - 12 de Abril de 1945   |
| Maj Werner Zober         | 1 de Maio de 1945 - 5 de Maio de 1945         |

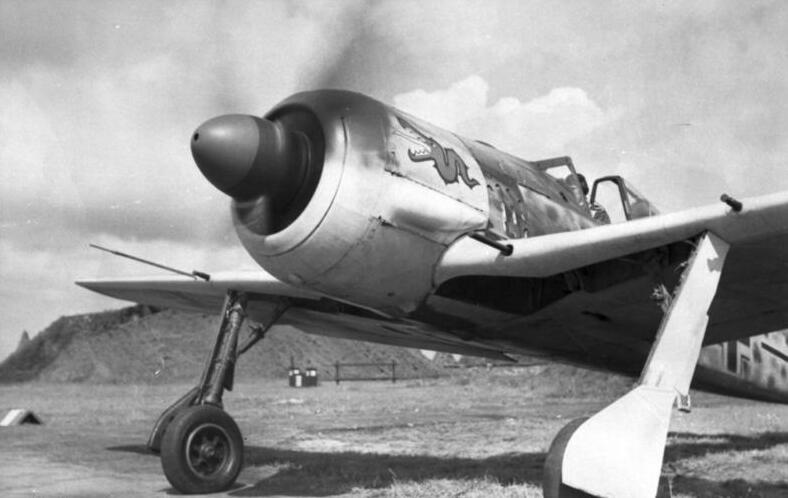
Focke-Wulf Fw 190 A no verão de 1942 em Katwijk

Formado em 1 de Maio de 1939 em Jesau a partir do I./JG130 com:
- Stab I./JG1 a partir do Stab I./JG130
- 1./JG1 a partir do 1./JG130
- 2./JG1 a partir do 2./JG130
- 3./JG1 a partir do 3./JG130

Em 5 de Julho de 1940 foi redesignado III./JG 27
- Stab I./JG1 se tornou Stab III./JG27
- 1./JG1 se tornou 7./JG27
- 2./JG1 se tornou 8./JG27
- 3./JG1 se tornou 9./JG27

O 1./JG1 foi reformado em 7 de Dezembro de 1940 em Vlissingen a partir da Jagdstafell Holland. 3./JG1 foi formado em 1 de Março de 1942 em De Kooy a partir de partes do Erg.Gruppe/JG52. 2./JG1 foi formado em 5 de Julho de 1941 em Katwijk a partir do Jasta Münster-Loddenheide, e finalmente o Stab I./JG1 foi formado em 1 de Setembro de 41 em Katwijk de partes do Führer der Jagdkräfte. Em 4 de Novembro de 42 3./JG1 foi ordenado para a Sicília a mais tarde a África, e foi mais tarde em 30 de Novembro de 1942) renomeado 6./JG 51. Uma nova 3./JG1 foi formada em Wangerooge no mesmo dia.
Em 1 de Abril de 1943 o I./JG1 foi redesignado II./JG 11:
- Stab I./JG1 se tornou Stab II./JG11
- 1./JG1 se tornou 4./JG11
- 2./JG1 se tornou 5./JG11
- 3./JG1 se tornou 6./JG11

Reformado no mesmo dia em Deelen a partir do IV./JG1 com:
- Stab I./JG1 a partir do Stab IV./JG1
- 1./JG1 a partir do 10./JG1
- 2./JG1 a partir do 11./JG1
- 3./JG1 a partir do 12./JG1

Em 15 de Agosto de 1944 o Gruppe foi acrescentado ao 4 staffeln:
- 1./JG1 não mudou
- 2./JG1 não mudou
- 3./JG1 não mudou
- 4./JG1 a partir do 9./JG 77

O 4./JG1 foi dispensado em 14 de Abril de 1945. Em 30 de Abril de 1945 o I. e II./JG1 foram unidos em Leck como I. (Einsatz)/JG1.

## II. Gruppe

### Gruppenkommandeure
| Comandante                     | Data                                        |
| ------------------------------ | ------------------------------------------- |
| Hptm Hans von Hahn             | 15 de Janeiro de 1942 - Junho de 1942       |
| Olt Detlev Rohwer              | 20 de Junho de 1942 - Outubro de 1942       |
| Maj Herbert Kijewski           | Outubro de 1942 - 16 de Abril de 1943       |
| Hptm Dietrich Wickop           | 17 de Abril de 1943 - 6 de Maio de 1943     |
| Hptm Robert Olejnik (interino) | Maio de 1943 - 28 de Junho de 1943          |
| Hptm Walter Hoeckner           | 28 de Junho de 1943 - 31 de Janeiro de 1944 |
| Hptm Hermann Segatz            | Fevereiro de 1944 - 8 de Março de 1944      |
| Maj Heinz Bär                  | 15 de Março de 1944 - 12 de Maio de 1944    |
| Olt Georg-Peter Eder           | 13 de Maio de 1944 - Junho de 1944          |
| Olt Rüdiger Kirchmayr          | Junho de 1944 - Julho de 1944               |
| Hptm Hermann Staiger           | 1 de Agosto de 1944 - Janeiro de 1945       |
| Olt Fritz Wegner               | Dezembro de 1944 - 1 de Março de 1945       |
| Hptm Paul-Heinrich Dähne       | Março de 1945 - 24 de Abril de 1945         |
| Hptm Rahe                      | 1 de Maio de 1945 - 5 de Maio de 1945       |

Formado em 15 de Janeiro de 1942 em Katwijk (5./JG 1 em Vlissingen) a partir do I./JG 3:
- Stab II./JG1 a partir do Stab I./JG3
- 4./JG1 a partir do 1./JG3
- 5./JG1 a partir do 2./JG3
- 6./JG1 a partir do 3./JG3

Compartilhou as suas aeronaves com a II./JG 300 entre Julho de 1943 e Dezembro de 1943. Em 15 de Agosto de 1944 foram acrescentados ao Gruppe mais 4 staffeln:
- 5./JG1 não mudou
- 6./JG1 não mudou
- 7./JG1 a partir do antigo 4./JG1
- 8./JG1 a partir do 7./JG51

O 8./JG1 foi dispensado em 8 de Abril de 1945 e em 1 de Maio de 1945 o 7./JG1 foi redesignado 4./JG1 e o Gruppe agora têm:
- 4./JG1
- 5./JG1
- 6./JG1

Em 30 de Abril de 1945 o I. e II./JG1 foram unidos em Leck como I. (Einsatz)/JG1.

## III. Gruppe

### Gruppenkommandeure
| Comandante                          | Data                                        |
| ----------------------------------- | ------------------------------------------- |
| Hptm Herbert Kijewski               | 6 de Fevereiro de 1942 - Outubro de 1942    |
| Hptm Rudolf-Emil Schnoor (interino) | Outubro de 1942 - 8 de Novembro de 1942     |
| Maj Walter Spies                    | 8 de Novembro de 1942 - 31 de Março de 1943 |
| Maj Karl-Heinz Leesmann             | 1 de Abril de 1943 - 25 de Julho de 1943    |
| Hptm Robert Olejnik                 | 26 de Julho de 1943 - 8 de Outubro de 1943  |
| Hptm Friedrich Eberle               | 9 de Outubro de 1943 - 27 de Abril de 1944  |
| Maj Hartmann Grasser                | 27 de Abril de 1944 - 31 de Maio de 1944    |
| Hptm Karl-Heinz Weber               | 3 de Junho de 1944 - 7 de Junho de 1944     |
| Hptm Alfred Grislawski (interino)   | 7 de Junho de 1944 - Junho de 1944          |
| Hptm Erich Woitke                   | Junho de 1944 - Agosto de 1944              |
| Olt Erich Buchholz (interino)       | Julho de 1944 - Agosto de 1944              |
| Hptm Heinz Knoke                    | 13 de Agosto de 1944 - Outubro de 1944      |
| Hptm Erich Woitke                   | Outubro de 1944 - 24 de Dezembro de 1944    |
| Hptm Harald Moldenhauer             | 25 de Dezembro de 1944 - 5 de Maio de 1945  |

Foi formado no mês de Janeiro de 1942 em Husum (requisitado no dia 6 de Janeiro de 1942) com:
- Stab III./JG1 a partir do Stab do Ergänzungsgruppe/JG52
- 7./JG1 a partir do Einsatz-Schwärme/JFS Gleiwitz, Breslau e Königsberg
- 8./JG1 a partir do Einsatzstaffel/JG27
- 9./JG1 a partir do Einsatzstaffel/JG52

No dia 1 de Abril de 1943 o III./JG1 foi redesignado I./JG 11:
- Stab III./JG1 se tornou Stab I./JG11
- 7./JG1 se tornou 1./JG11
- 8./JG1 se tornou 2./JG11
- 9./JG1 se tornou 3./JG11

Foi reformado no mesmo dia em Deelen com:
- Stab III./JG1 novo
- 7./JG1 novo
- 8./JG1 novo
- 9./JG1 novo

No dia 15 de Agosto de 1944 o Gruppe foi reorganizado e passou a contar com:
- 9./JG1 não mudou
- 10./JG1 a partir do antigo 7./JG1
- 11./JG1 a partir do antigo 8./JG1

No dia 11 de Setembro de 1944 o 12./JG1 foi formado a partir do 1./Kampfgeschwader 2 e o Gruppe passou a contar com 4 staffeln. O 12./JG1 foi dispensado no mês de Abril de 1945.

## IV. Gruppe

### Gruppenkommandeure
| Comandante            | Data                                      |
| --------------------- | ----------------------------------------- |
| Maj Dr. Albrecht Ochs | 25 de Janeiro de 1942 - Fevereiro de 1942 |
| Hptm Günther Scholz   | Fevereiro de 1942 - 21 de Março de 1942   |
| Hptm Fritz Losigkeit  | Março de 1942 - 1 de Abril de 1943        |

O Gruppe foi formado no mês de Janeiro de 1942 em Vannes (requisitado no dia 6 de Janeiro de 1942) com:
- Stab IV./JG1 a partir do Stab of Ergänzungsgruppe/JG 53
- 10./JG1 a partir do Einsatzstaffel/JG 2
- 11./JG1 a partir do Einsatzstaffel/JG 26
- 12./JG1 a partir do Einsatzstaffel/JG 51

No dia 21 de Março de 1942 o IV./JG1 foi redesignado III./JG 5:
- Stab IV./JG1 se tornou Stab III./JG5
- 10./JG1 se tornou 1./JG5
- 11./JG1 se tornou 8./JG5
- O 12./JG1 se tornaria 9./JG5, mas continuou em operação com o seu antigo nome, se tornando 10./JG5 no dia 26 de Junho de 1942.

Foi reformado no mesmo dia em Werneuchen com:
- Stab IV./JG1 a partir de partes do antigo IV./JG1
- 10./JG1 a partir do Einsatzstaffel/Jagdfliegerschule 1
- 11./JG1 a partir do Einsatzstaffel/Jagdfliegerschule 4
- 12./JG1 a partir de partes do antigo IV./JG1

No dia 1 de Abril de 1943 o IV./JG1 foi redesignado I./JG 1:
- Stab IV./JG1 se tornou Stab I./JG1
- 10./JG1 se tornou 1./JG1
- 11./JG1 se tornou 2./JG1
- 12./JG1 se tornou 3./JG1[1]

## 11. Staffel

### Staffelkapitäne
| Comandante    | Data                                    |
| ------------- | --------------------------------------- |
| Lt Kurt Ibing | novembro de 1943 - dezembro de 1943     |
| Maj Heinz Bär | dezembro de 1943 - 4 de janeiro de 1944 |

Foi formado no mês de Novembro de 1943 no Rheine como um Höhenstaffel com caças Bf 109G-5. Foi dispensado no dia 4 de Janeiro de 1944.

## 20. Staffel

### Staffelkapitän
| Comandante          | Data                                     |
| ------------------- | ---------------------------------------- |
| Hptm Robert Olejnik | 1 de Março de 1944 - 26 de Abril de 1944 |

Foi formado no dia 1 de Março de 1944 em Wittmund. No dia 26 de Abril de 1944 foi redesignado 1./JG 400.